# Émile Pouget
Émile Pouget (Lo Pont de Salars, 12 d'octubre de 1860 — Palaiseau, 21 de juliol de 1931) fou un militant anarquista, antimilitarista i sindicalista revolucionari francès. Considerat per alguns com un dels “pares fundadors” del sindicalisme francès, va ocupar la vice-secretaria de la Confederació General del Treball (CGT) entre 1901 i 1908.
Va néixer a Pont-de-Salars (Aveyron) el 12 d'octubre de 1860, al si d'una família benestant: el seu pare era notari, el qual, però, va morir prematurament. L'entorn familiar, no obstant, era polititzat i d'idees renovadores. L'home amb qui es tornà a casar la seva mare era un militant republicà actiu, fundador del setmanari L'Aveyron républicain.
El 1877 ha de deixar els estudis (arran de la mort del seu padrastre) i se’n va a treballar a París, en el sector del comerç. A partir de la lectura del diari anarquista La Révolution sociale es va anar decantant cap a l'anarquisme. El 1879 va participar en la fundació del Sindicat dels empleats de comerç parisencs i es va integrar en el grup antimilitarista i insurreccional liderat per Émile Digeon.
El març del 1883 va ser detingut, juntament amb Louise Michel, després d'haver encapçalat unes protestes d'aturats que van posar fi a durs enfrontaments amb la policia i el robatori a tres forns de pa. El van condemnar a 8 anys de presó per “incitació al robatori a mà armada i difusió de propaganda antimilitarista”. Gràcies a l'amnistia de 1886, només va complir 3 anys a la presó de Melun.

## Editor i articulista
En ser alliberat, va retornar a la seva feina anterior en una llibreria i va dedicar-se a fundar diverses publicacions. La primera, Ça ira va haver de tancar arran del judici per la publicació d'un seu article titulat Silence aux pauvres. El febrer de 1889 va publicar el primer número del setmanari Père Peinard, de línia satírica i que va tenir molt d'èxit. Allí hi va escriure abundantment contra l'Estat, l'Església, l'exèrcit i l'empresariat; però, sobretot, a favor de la vaga general expropiadora. Aquesta línia incisiva li va comportar, tan a ell com a la resta de responsables de la publicació, l'entrada sovintejada a la presó; però seguia escrivint articles des de la cel·la i els seguien publicant. Els seus escrits van preconitzar la idea de la vaga general i la del sabotatge com a mitjans per a lluitar contra el capitalisme, però al mateix temps hi va condemnar les accions violentes gratuïtes com les efectuades per Ravachol (robatori amb morts) o l'atemptat amb bombes a l'observatori de Greenwich. Això, però, no li va estalviar la repressió de les autoritats i la interrupció de la seva publicació.
El 1894, arran de l'assassinat del president dela República Sadi Carnot, es va desfermar una important repressió contra tot el moviment revolucionari. Pouget va acabar fugint a Alger (1894-1896) i després a Londres, on utilitzava noms falsos perquè no li interceptessin la correspondència i des d'on va reprendre la publicació de Père Peinard. Tot i així, va ser igualment jutjat en rebel·lia a França, en el “procés dels Trenta”, i l'octubre del 1984 fou condemnat a 20 anys de treballs forçats. En el seu exili londinenc també va col·laborar al diari anarquista The Torch.

## Pioner del sindicalisme revolucionari
Des del seu Père Pinard va publicar l'article À roublard, roublard et demi que va fer història: instava l'anarquisme a infiltrar-se en els sindicats i a fer sindicalisme per tal d'influir i concienciar les masses obreres i populars.
El 1895 aprofità una amnistia per a tornar a París. L'any següent creà el setmanari La Sociale. Juntament amb Fernand Pelloutier i Bernard Lazare van promoure una estratègia d'acostament entre els anarquistes i els socialistes antiparlamentaris per a fer front a la creixent influència de la socialdemocràcia entre els obrers; i potenciaven els punts d'unió: antiparlamentarisme, sindicalisme i la vaga general. També el 1986 va participar de manera destacada al Congrés socialista internacional de Londres, fent conferències paral·leles i erigint-se com a portantveu dels antiparlamentaris.
Al congrés confederal de la CGT celebrat a Tolosa el setembre de 1897, Émile Pouget fa una entrada remarcable al món sindical. Amb Paul Delesalle i altres líders anarquistes aconsegueixen que el congrés aprovi per unanimitat un document –probablement redactat per Pouget– favorable al boicot i al sabotatge com a mètode de lluita. La seva preocupació era d'afavorir la unitat obrera entorn de l'acció directa del sindicalisme, considerant que els sindicalistes reformistes eren malgrat tot companys en la lluita, contràriament als polítics que prioritzaven el treball institucional en detriment de l'acció dels treballadors.
Davant l'afer Dreyfus i l'escrit J’accuse de Zola, des de les pàgines del Père Peinard van denunciar l'hipocresia de Zola i de les classes benestants escandalitzant-se del judici a un dels seus, i que en canvi no denunciéssin l'empresonament de tants militants anarquistes facilitat per les famoses lleis scélérates (perverses) votades el 1893-94 per a reprimir la dissidència. En aquesta campanya, Pouget va obtenir el suport del jove jurista Léon Blum així com del president de la Lliga dels drets humans. No obstant, davant l'amenaça creixent d'un cop d'estat va cridar a fer pinya amb el moviment pro-Dreyfus per defensar a contracor la República com a forma d'evitar el control dels militars. Tot i així, un cop passat el perill colpista, va seguir defensant el sindicalisme revolucionari i antiparlamentari.
Membre de la comissió de propaganda i de la comissió internacional de la CGT, va impulsar el setmanari confederal La Voix du peuple des d'on va seguir publicant articles de contingut sindicalista i revolucionari.

## Eminència grisa de la CGT
Des de la CGT va impulsar la celebració unitària del Primer de Maig entorn de la reivindicació de la jornada de 8 hores. Va seguir defensant l'objectiu de la vaga general revolucionària, fins i tot enfrontant-se per escrit amb el moderat Jean Jaurès, que la desestimava. A nivell internacional, va propulsar l'acció conjunta amb els sindicats anglesos en contra de l'amenaça d'una guerra franco-britànica. Molts d'aquests escrits eren presentats en nom del sindicat, però contemporanis seus asseguraven que Pouget n'era l'autèntic autor.
Al congrés de la CGT celebrat el 26 de novembre del 1901, Émile Pouget va ser elegit vice-secretari del sindicat, càrrec que va ocupar fins al 1908. En aquest període va seguir sent redactor en cap de La Voix du peuple, i representant internacional de la CGT. Ell i Victor Griffuelhes varen ser considerats els veritables organitzadors de la CGT i els animadors de la seva majoria revolucionària. Tots dos van participar activament, també, en les influents revistes L'Action directe i L'Avant-Garde.
Els reformistes es queixaven del to cada cop més radical del sindicat i van assenyalar a Pouget com al principal responsable “dels anarquistes”. Ell hi respongué fent crides a la neutralitat sindical per a garantir la unitat obrera, i acusant als reformistes de dividir-la quan tots havien de coincidir a voler enderrocar el capitalisme. Segons ell, la CGT era “el partit del Treball” i la seva doctrina era “el sindicalisme”. El Primer de maig de 1906 va redactar la crida de la CGT per tal que els treballadors adoptessin per pròpia iniciativa la jornada de 8 hores, deixant de treballar-ne més; aquesta campanya va allargar-se 18 mesos
En les conferències internacionals, però, la posició de la CGT va anar quedant cada cop més aïllada enmig del predomini creixent de les posicions reformistes. Fins que el 1906, al congrés d'Amiens de la CGT, aquesta també es va dividir en tres tendències: el sindicalisme reformista, el sindical-politític (guesdiste) i el sindicalisme revolucionari. Pouget, sense renegar mai de les seves idees, va posar per davant de tot l'intent de garantir la unitat afirmant que el moviment sindical havia de ser, en conseqüència, “a-patriòtic, a-religiós i a-polític”, posició que li va provocar les crítiques d'alguns dels seus antics companys anarquistes.
Pouget, no obstant, va seguir de prop el moviment anarquista, a vegades fent-hi intervenir algun dels seus deixebles, com Pierre Monatte. També va intentar ressuscitar la revista Le Cri du peuple per a seguir difonent el pensament revolucionari. I després de diversos empresonaments pels seus atacs dialèctics al govern, el 1909 va llançar el periòdic La Révolution, amb l'ajut de Pierre Monatte i Amédée Dunois.
El 1908 es va retirar, malalt, però va seguir escrivint, com ho demostra la publicació el 1910 de l'opuscle L'Action directe. Fins a la seva mort va dur una intensa activitat com a autor de nombrosos opuscles i llibrets, així com de col·laboracions d'opinió en periòdics com La Guerre sociale i a L'Humanité. També va fer una tasca d'editor.
Des del 1914, però, amb la seva segona companya, es va retirar a viure al poble de Lozère, al sud de París, i apartat del brugit de la capital es va anar desvinculant de la primera línia del sindicalisme.
Va morir el 21 de juliol de 1931 i fou enterrat a Lozère (avui municipi de Palaiseau) en un acte de comiat poc nombrós, però on va comptar amb la presència d'antics companys com Pierre Monatte, Maurice Chambelland i Paul Delesalle.

## Obres seves
- L'Action directe
- Les Caractères de l'action directe
- Les lois scélérates de 1893-1894 (en col·laboració amb Francis de Pressensé i Léon Blum)
- Le sabotage
- Le Parti du Travail
- Les Bases du syndicalisme
- Le Syndicat
- La Confédération générale du travail
- L'Organisation du surmenage (estudi sobre el sistema Taylor)
- Comment nous ferons la Révolution (una novel·la, en col·laboració amb Émile Pataud)